# James A. D. Richards
James A. D. Richards (Wooster (Ohio), 22 mars 1845 - Wooster (Ohio), 4 décembre 1911) est un homme politique américain.